# Дом Гонцкевича
Дом Гонцкевича — памятник архитектуры. Расположен в Санкт-Петербурге, современный адрес дома — Большой проспект Петроградской стороны, 102.
Участок под дом был выделен, наряду с соседними, после прокладки продолжения Большого проспекта в 1910-е годы.
Проект был разработан в 1912 году, Е. И. Гонцкевич был и владельцем участка, и архитектором дома. После утверждения проекта он нанял себе в помощь А. Е. Белогруда (и С. Ю. Красковского), который, не меняя основной замысел, всё же изменил проект главного фасада: трёхгранные эркеры заменил полукруглыми, нижняя часть эркеров, стены первого и второго этажа рустованы. Здание венчает балюстрада с вазами и четырёхгранными обелисками, закрывающая мансардный этаж, два нижних этажа отделены от верхних тягой. Обрамления окон упрощаются с каждым этажом. Шестой этаж с полуциркульными окнами воспринимается как аттиковый, на карнизе под ним расположены модульоны.
Работы по строительству были закончены в 1915 году.
Сам Белогруд жил в доме с 1914 по 1933 годы. В 1916—1917 годах в доме жил художник С. Н. Антонов. Также до 1924 года в доме жил художник К. И. Горбатов.
В 1910-х годах в доме работало фотоателье «Genre gravuze», в 1920-х — книгоиздательство Н. Ю. Резникова, в 1990-х размещалась художественная мастерская, в 2000-х годах в доме находился магазин бытовой химии и парфюмерии.